# Euphorbia isatidifolia
Euphorbia isatidifolia es una especie fanerógama perteneciente a la familia de las euforbiáceas.

## Distribución y hábitat
Es endémica las regiones del Mediterráneo occidental. En España en  Alicante, Castellón, Lérida, Tarragona y Valencia. Se encuentra en zonas pedregosas y soleadas. 

## Descripción
Es una  hierba perenne de raíz tuberosa, robusta, glabra y glauca, de unos 10-40 cm de altura, con látex de color amarillento y hojas alternas, patentes, oblongas, con el ápice obtuso. Las flores se disponen en vistosos ciatos con nectarios enteros y elípticos. Desarrolla frutos tuberculados que albergan semillas de superficie lisa y con carúncula manifiesta.

## Taxonomía
Euphorbia isatidifolia fue descrita por Jean-Baptiste Lamarck y publicado en Encyclopédie Méthodique, Botanique 2: 430. 1788.
Citología
Número de cromosomas de Euphorbia isatidifolia (Fam. Euphorbiaceae) y táxones infraespecíficos: n=9
Etimología
Euphorbia: nombre genérico que deriva del médico griego del rey Juba II de Mauritania (52 a 50 a. C. - 23), Euphorbus, en su honor – o en alusión a su gran vientre –  ya que usaba médicamente Euphorbia resinifera. En 1753 Carlos Linneo asignó el nombre a todo el género.
isatidifolia: epíteto
Sinonimia
- Tithymalus isatidifolius (Lam.) Soják (1972).
- Euphorbia isatis Pers. (1806).
- Euphorbia vitellina Loscos & J.Pardo (1863).
- Tithymalus clusii Bubani (1897).[5][6]

## Nombre común
- Castellano: asnaballo, laureola española.[7]